# La Racineuse
La Racineuse ist eine französische Gemeinde im Département Saône-et-Loire in der Region Bourgogne-Franche-Comté. Sie gehört zum Arrondissement Louhans und zum Kanton Pierre-de-Bresse. Die Gemeinde hat 172 Einwohner (Stand 1. Januar 2022). Die Einwohner werden Racenousais, resp. Racenousaises genannt.

## Geografie

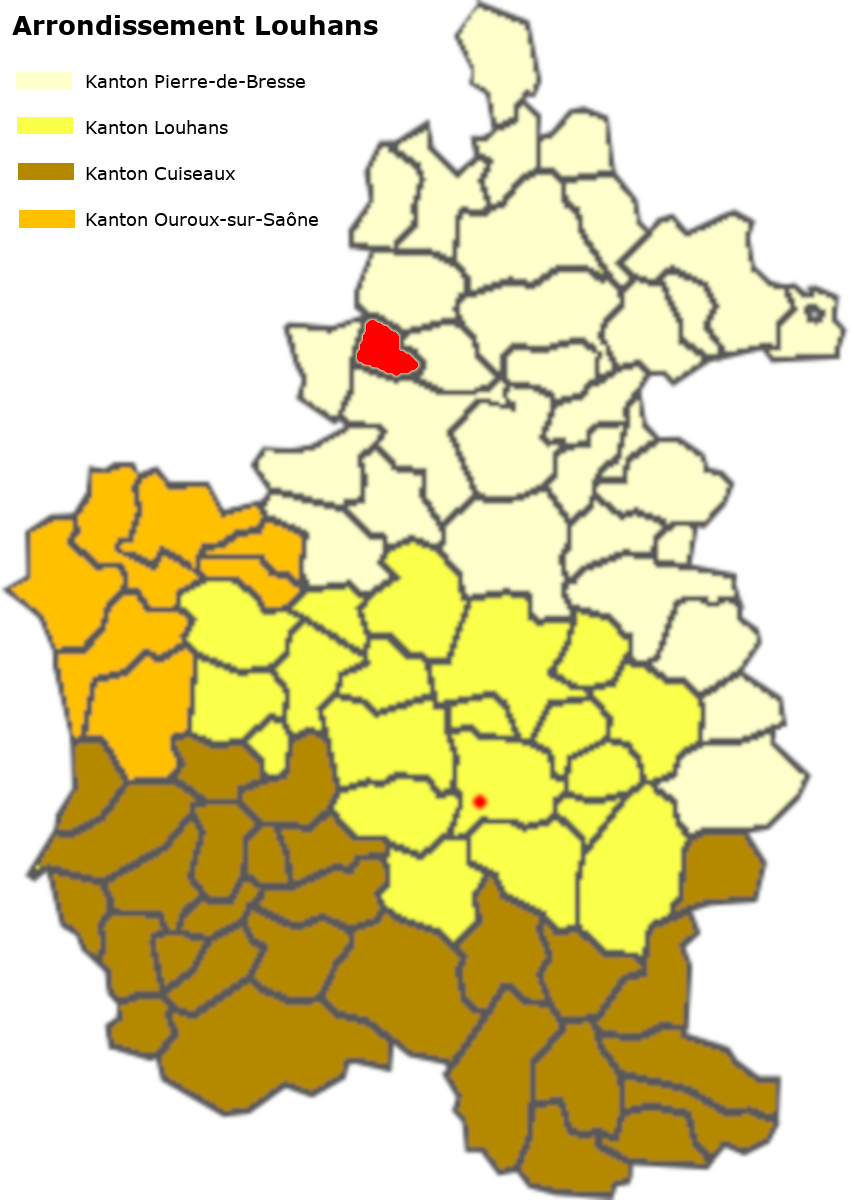
Lage der Gemeinde im Arrondissement Louhans

Die Gemeinde liegt in der Landschaft der Bresse und grenzt im Nordwesten an Saint-Didier-en-Bresse und damit an das Arrondissement Chalon-sur-Saône. Die östliche Gemeindegrenze wird fast vollumfänglich durch die Guyotte gebildet. Das zentrale und südliche Gemeindegebiet entwässert La Florence. Die Gemeinde wird östlich des Ortes in Nord-Süd-Richtung von der Departementsstraße D996 durchzogen, die Saint-Bonnet-en-Bresse mit Mervans verbindet. Fast parallel dazu verläuft westlich davon die Bahnlinie Dijon – Bourg-en-Bresse. La Racineuse weist keine bewaldeten Flächen auf. Zur Gemeinde gehören folgende Weiler und Fluren: Bellecroix, les Biefs, Bois-de-la-Valle, Bois-Guillot, Camelin, les Chaudières, la Chaume, le Colombier, les Cours, le Fley, le Guidon, les Guillodières, les Haies, le Meix, la Motte, le Paquier, Rothey, Rue-Neuve, Vaugrenand, le Verdelet, la Vesvre.

### Klima
Das Klima in La Racineuse ist warm und gemäßigt. Es gibt das ganze Jahr über deutliche Niederschläge, selbst der trockenste Monat weist noch hohe Niederschlagsmengen auf. Die Klassifikation des Klimas nach Köppen und Geiger ist Cfb ((Gemäßigtes) Ozeanklima). Die Temperatur liegt im Jahresdurchschnitt bei 12,0 °C. Der wärmste Monat ist der Juli mit einer Durchschnittstemperatur von 21,2 °C, der kälteste der Januar mit 3,3 °C. Über ein Jahr verteilt summieren sich die Niederschläge auf 1081 mm, dabei ist der November mit 117 mm der niederschlagsreichste, während Juli als trockenster Monat 72 mm aufweist. Über das ganze Jahr werden etwa 2764 Sonnenstunden gezählt.
|                        | Jan | Feb | Mär  | Apr  | Mai  | Jun  | Jul  | Aug  | Sep  | Okt  | Nov  | Dez |   |      |
| Mittl. Temperatur (°C) | 3,3 | 3,9 | 7,5  | 11,2 | 15,1 | 19,2 | 21,2 | 20,8 | 17,0 | 12,9 | 7,4  | 4,1 | ⌀ | 12   |
| Mittl. Tagesmax. (°C)  | 6,2 | 7,7 | 12,0 | 15,8 | 19,5 | 23,9 | 25,9 | 25,6 | 21,5 | 17,0 | 10,5 | 6,8 | ⌀ | 16,1 |
| Mittl. Tagesmin. (°C)  | 0,6 | 0,6 | 3,2  | 6,4  | 10,3 | 14,2 | 16,2 | 15,9 | 12,7 | 9,2  | 4,4  | 1,5 | ⌀ | 8    |
|                        |     |     |      |      |      |      |      |      |      |      |      |     |   |      |
| Niederschlag (mm)      | 98  | 83  | 80   | 90   | 93   | 77   | 72   | 73   | 87   | 104  | 117  | 107 | Σ | 1081 |

| 0,6 |

| 0,6 |

| 3,2 |

| 6,4 |

| 10,3 |

| 14,2 |

| 16,2 |

| 15,9 |

| 12,7 |

| 9,2 |

| 4,4 |

| 1,5 |

| 0,6 |

| 0,6 |

| 3,2 |

| 6,4 |

| 10,3 |

| 14,2 |

| 16,2 |

| 15,9 |

| 12,7 |

| 9,2 |

| 4,4 |

| 1,5 |

## Toponymie
Der Name geht möglicherweise zurück auf die Rodungszeit (racineux = stark verwurzelt) und wird 1190 erstmals erwähnt als Terra Racinosa, 1310 als domus hospitalis de la Racenousse.

## Geschichte
Der eigentliche Kern der Gemeinde, der auf eine gallorömische Besiedlung hinweist, scheint Fley gewesen zu sein, 1190 erstmals erwähnt als Terra de Flix. Der Weiler Bellecroix gehörte ursprünglich dem Templerorden, nach dessen Vernichtung folgte der Johanniterorden als Herren von la Racineuse. Seit dem 13. Jahrhundert wird La Racineuse erwähnt als Teil von Serrigny oder Mervans. 1255 bestand ein oppitaul (vermutlich eine Leprakolonie), ebenfalls erwähnt ist ein befestigtes Haus in Valgrenans (heute Vaugrenand), worauf auch der nahe gelegene Flurname Motte hinweist. Die Herrschaft Vaugrenand gehörte im 12. Jahrhundert Guy de Verdun, im 16. Jahrhundert der Familie Baillet. Weitere Herrschaftssitze scheinen sich in den Weilern Fley und les Cours befunden zu haben. Beim heutigen Friedhof befand sich ursprünglich eine Fachwerkkirche. Die heutige Kirche, die Johannes dem Täufer geweiht ist, wurde 1897 erbaut. In unmittelbarer Nähe fand der größte Domestikenmarkt der nördlichen Bresse, jeweils am Johannestag statt, letztmals im Jahre 1914. Die Mairie entstand gegen 1920 gegenüber der Kirche, sie wurde zum Lehrerhaus, als die neue Gemeindeverwaltung erbaut wurde. Gegen ein Drittel der Wohnhäuser sind Ferienhäuser. Die Gemeinde gehörte ursprünglich zum Kanton Mervans und wurde 1801 dem Canton de Pierre-de-Bresse zugewiesen.

### Die Herren von La Racineuse
La Racineuse war ein Teil von Serrigny-en-Bresse, später von Mervans und gehörte zum Lehen der Herzöge von Burgund an die Herren Sainte-Croix-en-Bresse. 
In La Racineuse befanden sich mehrere Afterlehen, die an verschiedene Vasallen vergeben waren:
- Der Bourg an den Komtur des Spitals von  Bellecroix (Siedlungsgebiet nördlich des Bourg an der Route de Saint-Bonnet). Das Spital Bellecroix war eine Einrichtung des Templerordens. Nach der Auflösung des Ordens 1307 wurde das Spital durch den Johanniterorden weitergeführt.
- In Vaugrenand bestand eine kleine Festung, Lehensnehmer war im 12. Jahrhundert Guy de Verdun, im 16. Jahrhundert die Familie de Baillet, gefolgt von den Colmont de Vaugrenant.
- Le Fley gehörte den Chiquet.
- Les Cours gehörte den de Gréen de Saint-Marsault und später den de Scoraille.

1680 wurde die Grafschaft Bosjean errichtet, diese umfasste das gesamte Gemeindegebiet von La Racineuse und die erwähnten Lehen gingen in der Grafschaft auf.

## Bevölkerung
| La Racineuse: Einwohnerzahlen von 1793 bis 2020 | La Racineuse: Einwohnerzahlen von 1793 bis 2020 | La Racineuse: Einwohnerzahlen von 1793 bis 2020 | La Racineuse: Einwohnerzahlen von 1793 bis 2020 | La Racineuse: Einwohnerzahlen von 1793 bis 2020 |
| --- | ----------------------------------------------- | ----------------------------------------------- | ----------------------------------------------- | ----------------------------------------------- |
| Jahr |                                                 |                                                 |                                                 | Einwohner                                       |
| 1793 | 1793                                            |                                                 | 500                                             | 500                                             |
| 1800 | 1800                                            |                                                 | 378                                             | 378                                             |
| 1806 | 1806                                            |                                                 | 334                                             | 334                                             |
| 1821 | 1821                                            |                                                 | 356                                             | 356                                             |
| 1831 | 1831                                            |                                                 | 356                                             | 356                                             |
| 1836 | 1836                                            |                                                 | 388                                             | 388                                             |
| 1841 | 1841                                            |                                                 | 432                                             | 432                                             |
| 1846 | 1846                                            |                                                 | 413                                             | 413                                             |
| 1851 | 1851                                            |                                                 | 377                                             | 377                                             |
| 1856 | 1856                                            |                                                 | 349                                             | 349                                             |
| 1861 | 1861                                            |                                                 | 342                                             | 342                                             |
| 1866 | 1866                                            |                                                 | 333                                             | 333                                             |
| 1872 | 1872                                            |                                                 | 376                                             | 376                                             |
| 1876 | 1876                                            |                                                 | 354                                             | 354                                             |
| 1881 | 1881                                            |                                                 | 349                                             | 349                                             |
| 1886 | 1886                                            |                                                 | 357                                             | 357                                             |
| 1891 | 1891                                            |                                                 | 361                                             | 361                                             |
| 1896 | 1896                                            |                                                 | 358                                             | 358                                             |
| 1901 | 1901                                            |                                                 | 372                                             | 372                                             |
| 1906 | 1906                                            |                                                 | 381                                             | 381                                             |
| 1911 | 1911                                            |                                                 | 402                                             | 402                                             |
| 1921 | 1921                                            |                                                 | 401                                             | 401                                             |
| 1926 | 1926                                            |                                                 | 354                                             | 354                                             |
| 1931 | 1931                                            |                                                 | 288                                             | 288                                             |
| 1936 | 1936                                            |                                                 | 301                                             | 301                                             |
| 1946 | 1946                                            |                                                 | 278                                             | 278                                             |
| 1954 | 1954                                            |                                                 | 262                                             | 262                                             |
| 1962 | 1962                                            |                                                 | 246                                             | 246                                             |
| 1968 | 1968                                            |                                                 | 222                                             | 222                                             |
| 1975 | 1975                                            |                                                 | 174                                             | 174                                             |
| 1982 | 1982                                            |                                                 | 147                                             | 147                                             |
| 1990 | 1990                                            |                                                 | 127                                             | 127                                             |
| 1999 | 1999                                            |                                                 | 118                                             | 118                                             |
| 2006 | 2006                                            |                                                 | 136                                             | 136                                             |
| 2009 | 2009                                            |                                                 | 155                                             | 155                                             |
| 2014 | 2014                                            |                                                 | 173                                             | 173                                             |
| 2020 | 2020                                            |                                                 | 175                                             | 175                                             |
| Quelle(n): EHESS/Cassini bis 2006, ab 2009 INSEE Anmerkung(en): • Ab 1962 offizielle Zahlen ohne Einwohner mit Zweitwohnsitz • Das Gemeindegebiet war im Jahre 1793 noch nicht dasselbe wie in späteren Jahren, die Bevölkerungszahl ist deshalb nicht direkt vergleichbar. • Höchste Einwohnerzahl 1841 mit 432, tiefste Einwohnerzahl 1999 mit 118 (27,3 % vom Maximum) |                                                 |                                                 |                                                 |                                                 |

| Bevölkerungsstruktur | Anzahl Einwohner | männlich | weiblich | davon Ausländer | Anteil % |
| -------------------- | ---------------- | -------- | -------- | --------------- | -------- |
|                      | 173              | 91       | 82       | 13              | 7,5      |

| Männer | Alterstufe | Frauen |
| ------ | ---------- | ------ |
| 1      | 90 + älter | 0      |
| 10     | 75–89      | 7      |
| 23     | 60–74      | 19     |
| 18     | 45–59      | 16     |
| 13     | 30–44      | 11     |
| 14     | 15–29      | 16     |
| 14     | 0–14       | 14     |

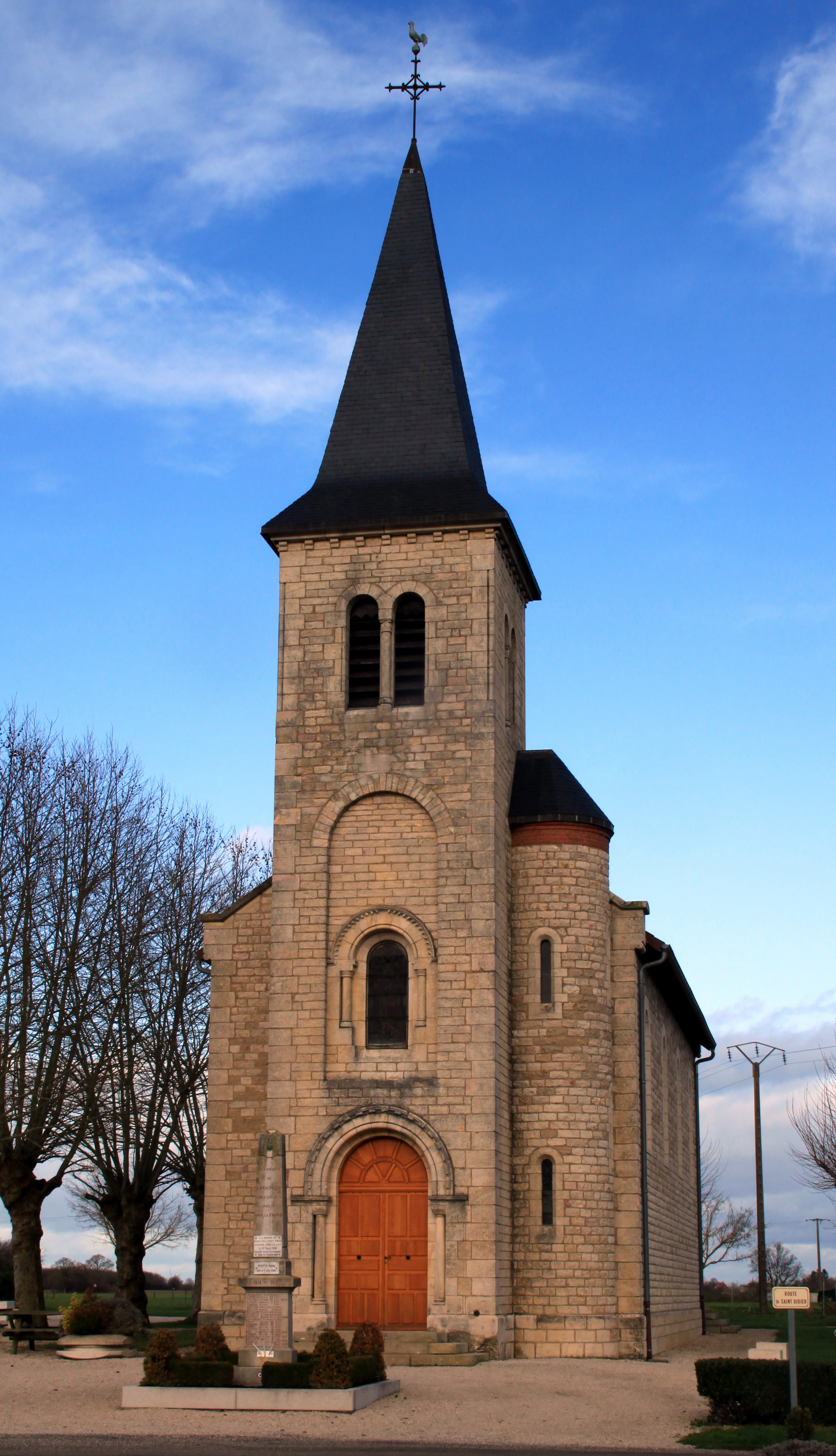
Kirche Saint-Jean-Baptist von La Racineuse

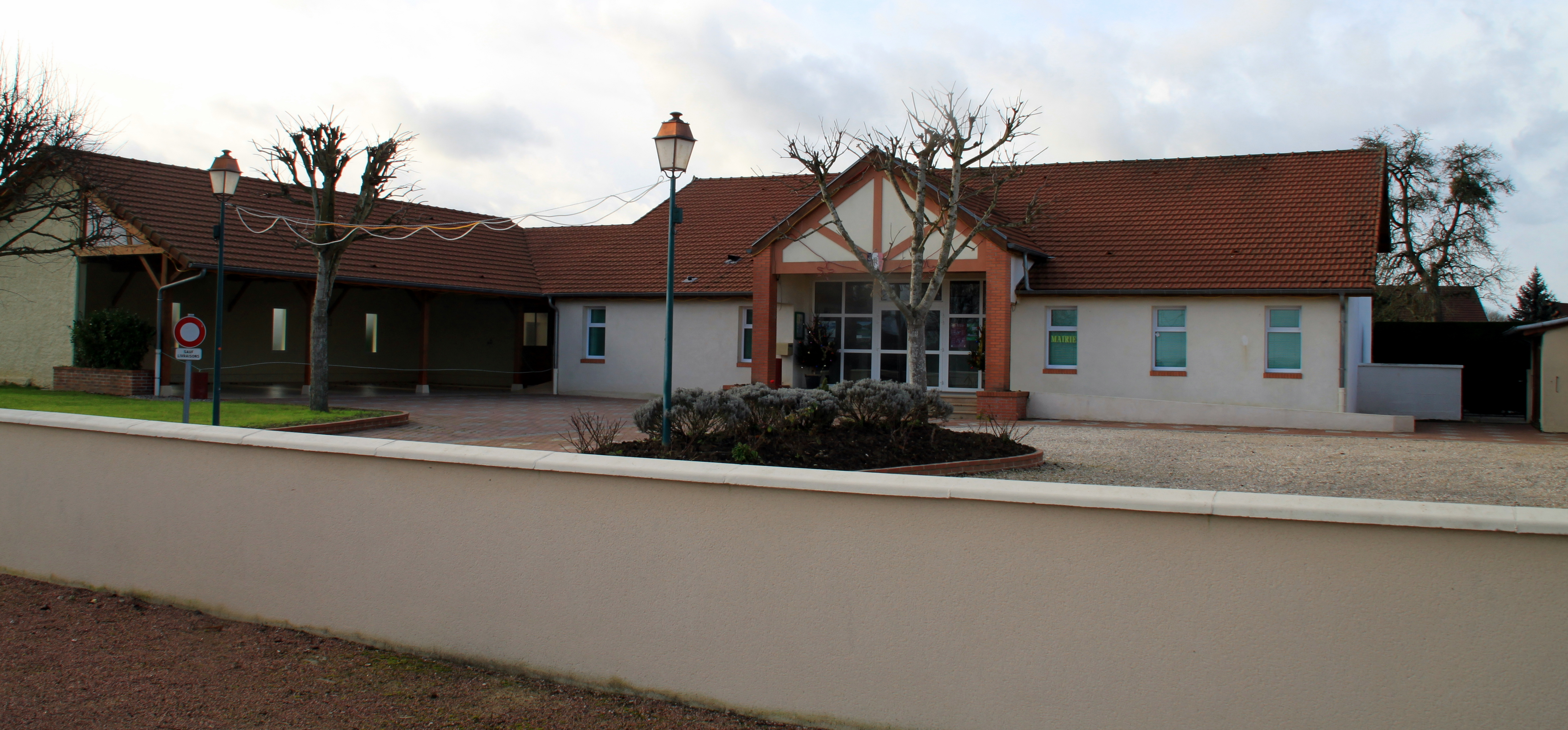
Gemeindeverwaltung von La Racineuse

Die Bevölkerungsstruktur zwischen Männern und Frauen weist einen Überhang zugunsten der Männer auf, die 52,6 % der Bevölkerung ausmachen, wobei 47 % der Bevölkerung jünger als 45 Jahre sind. Demgegenüber sind 34 % der Einwohner älter als 60 Jahre und damit im Rentenalter.
| Wohnstruktur               | Anzahl Wohneinheiten | davon Häuser | Wohnungen | sonstige |
| -------------------------- | -------------------- | ------------ | --------- | -------- |
|                            | 98                   | 95           | 3         |          |
| davon Hauptwohnsitz        | 79                   |              |           |          |
| Zweit- oder Ferienwohnsitz | 13                   |              |           |          |
| vakant                     | 5                    |              |           |          |

## Wirtschaft und Infrastruktur

### Unternehmen, Betriebe, Ladengeschäfte und Einrichtungen
In der Gemeinde befinden sich nebst Mairie und Kirche folgende Unternehmen nach Branchen:
| Branche                                                           | Anzahl Betriebe |
| ----------------------------------------------------------------- | --------------- |
| Industrie und verarbeitendes Gewerbe                              | 3               |
| Baugewerbe                                                        | 2               |
| Groß- und Einzelhandel, Verkehr, Beherbergung und Gastronomie     | 5               |
| Information und Kommunikation                                     |                 |
| Finanz- und Versicherungsdienstleistungen                         |                 |
| Grundstücks- und Wohnungswesen                                    |                 |
| Freiberufliche, wissenschaftliche und technische Dienstleistungen |                 |
| Öffentliche Verwaltung, Unterricht, Gesundheits- und Sozialwesen  |                 |
| Sonstige Dienstleistungen                                         | 4               |
| Land- und Forstwirtschaftsbetriebe                                | 4               |

In der Gemeinde befinden sich eine Autogarage, ein Maler/Gipser und ein Installateur. Mit den Gütern des täglichen Bedarfs versorgen sich die Einwohner in Mervans oder in Saint-Germain-du-Bois.

### Geschützte Produkte in der Gemeinde
Als AOC-Produkte sind in La Racineuse Volaille de Bresse und Dinde de Bresse zugelassen.

### Bildungseinrichtungen
La Racineuse verfügt über keine eigenen schulischen Einrichtungen. Die Kinder werden in Schulen der umliegenden Gemeinden ausgebildet, vornehmlich in Mervans und Saint-Bonnet-en-Bresse.